# 鄭家純 (企業家)
鄭家純，大紫荊勳賢，GBS（1946年12月11日—），綽號「純官」，籍貫廣東順德，香港商人，鄭裕彤長子，現任周大福、新世界發展、新創建董事會主席。2024年起出任啟德體育園有限公司主席。

## 生涯
鄭家純1946年生於廣東順德，1953年與家人移居香港。曾就讀慈幼學校、慈幼英文學校（1965年中五）及新法書院（預科），後前往加拿大升學，於1971年及1972年分別取得西安大略大學文學士及工商管理碩士學位。
1972年10月，鄭家純回香港加入新世界發展出任董事，1973年出任執行董事，1989年任董事總經理。
鄭家純於新世界發展任內，曾作連串收購，包括收購永安集團，又與永興換股，42億港元買美國華美達酒店。
他是中華人民共和國第十一、十二屆全國政協常務委員，亦是清華大學名譽校董。
2012年2月29日，鄭裕彤宣布退任新世界發展董事會主席及執行董事職位，由鄭家純接任。
2012年6月19日，鄭家純通過私人投資公司Knight Dragon，斥資4.5億英鎊，折算約54.7億港元，取得位於倫敦南部泰晤士河的Greenwich Peninsula項目60%權益。Greenwich Peninsula項目沿著泰晤士河延綿1.4英里，為倫敦最大的單一發展項目，佔地150英畝，可供發展約1400萬平方呎住宅，項目斥資84億英鎊（約927億港元）發展，建成後更可提供約1萬套住房，7個獨立社區以及350萬平方呎的商舖、酒店、學校及公共設施，工程可為當地創造約2.5萬個職位。發展項目於2012年開始動工，已有兩個社區入住。
在梁展文事件，香港立法會傳召鄭家純出席，而鄭家純質疑對方的權力，所以申請司法覆核，案件2009年8月中開審。最終鄭家純敗訴。
2012年香港特別行政區行政長官選舉中，本來支持唐英年，但卻在最後時刻轉為支持梁振英，並在梁振英及後的記者會企在前排。
2013年11月4日，鄭家純通過私人投資公司Knight Dragon，斥資1.86億英鎊（約23.2億港元）向英國開發商Quintain Estates增持位於倫敦泰晤士河畔的Greenwich Peninsula（格林威治半島）項目40%權益。交易完成後，鄭家純將全資擁有有關項目。

## 榮譽
- 強生威爾士大學榮譽工商管理博士（1996年）[11]
- 西安大略大學榮譽法律博士（1997年）[12]
- 香港金紫荊星章（2001年）
- 法國榮譽軍團勳章（2005年）[13]
- 香港大學名譽社會科學博士（2012年）
- 香港科技大學工商管理榮譽博士（2018年）

## 馬主活動
他是香港賽馬會的會員，名下馬匹包括掂晒、寶山、飛馳、奇準、健康寶、錢順來、新威、奪寶、大寶藏、大寶庫、翱翔萬里、同樂日、奇妙日、美妙日、豐收日。
奪寶在退役後，被運往澳洲屠房遭屠宰作為馬肉。

## 家庭
鄭家純的元配為葉美卿，育有三子一女：鄭志刚、鄭志雯、鄭志明和鄭志亮，另與王見秋次女大律師王穎妤誕有兩私生子鄭澤弘和鄭澤然。